# Judíos de Cochín
Los judíos de Cochín (también conocidos como Judíos Malabar o Kochinim; en hebreo: יהודי קוצ'ין‎, romanizado: Yehudéi Kochin) son los judíos que están asentados hace más tiempo en la India. Se desconoce desde hace cuanto se encuentran en la región, pero se dice que desde los tiempos del rey Salomón. Se asentaron en el antiguo Reino de Cochín en el sur de India, actualmente estos territorios comprenden al estado de Kerala de la República de India. Estos judíos hablaban el judeo-malabar, dialecto del malabar. 

## Migración e Historia
La comunidad migra de Cranganore a Cochín después del asalto musulmán de 1524; estos reprochaban a los judíos su intervención en el comercio de la pimienta. Los judíos se instalan entonces cerca de Cochín, en Mattancheri, sobre tierras contiguas al palacio del rajá en las que construyen una sinagoga. Mostrarán al rajá de Cochín la misma lealtad que ya habían probado al de Cranganore, hasta la independencia de la India.
Luego de ser expulsados de Iberia, algunos judíos sefaradim emigraron hacia la India en el siglo XVI. Fueron conocidos como "judíos paradesi", que significa judíos extranjeros.
Hoy en día la mayoría de estos judíos emigraron hacia Israel. Actualmente solamente quedan alrededor de 15 judíos malabar en esta parte de la India. Suelen ser clasificados étnicamente como mizrajíes.